# 朝鮮半島衝突
朝鮮半島衝突是指位於朝鮮半島北方的朝鮮民主主義人民共和國（朝鲜）和南方的大韓民國（韩国）之間的一系列衝突。雙方都曾长期宣稱對整個朝鮮半島擁有主權，即自身為朝鮮半島的唯一合法政府。在冷戰中，朝鮮由蘇聯、中華人民共和國等共產主義陣營國家支持，韓國則受美國及其盟友支持。1945年第二次世界大戰結束，日本投降，日治時期結束，朝鮮半島分裂為兩個陣營，在1950年雙方爆發了戰爭。戰爭結束後，兩個國家的基建均被严重摧毁，但半島的政治格局依然不變。朝鮮和韓國繼續著軍事上的對峙以及週期性的衝突。在冷戰結束，蘇聯為首的東方集團消亡之後，朝鮮仍留存了下來。
美國在大韓民國保持著一定量的軍事存在以阻止對韓國任何潛在性的攻擊。1997年，時任美國總統比爾·柯林頓評價朝鮮半島是「冷戰最後的鴻溝」。2002年，時任美國總統喬治·W·布希宣布朝鮮為「邪惡軸心」的一員。而面對越來越孤立的國際局勢，朝鮮選擇發展長程飛彈和核武技術。

## 背景
1910年8月22日，朝鲜被日本帝国吞并，并被日本帝国统治至1945年9月2日，在日本占领朝鲜期间的几十年里，民族主义和激进组织出现了，主要是流亡在外，为独立而战。这些团体在观点和方法上存在分歧，未能团结起来，形成一个单一的民族运动。行動範圍以中国为基礎的大韩民国临时政府未能获得广泛承认。许多組織的领导人主张朝鲜独立，包括游说美国政府的保守派和美国教育的李承晚，以及从中国东北到朝鲜北部与日本人进行游击战的共产党人金日成。占领结束后，许多上層階級的韩国人被指控与日本帝国主义合作。随后，渴望领导朝鲜的各种人物和政治团体之间发生了激烈而血腥的斗争。

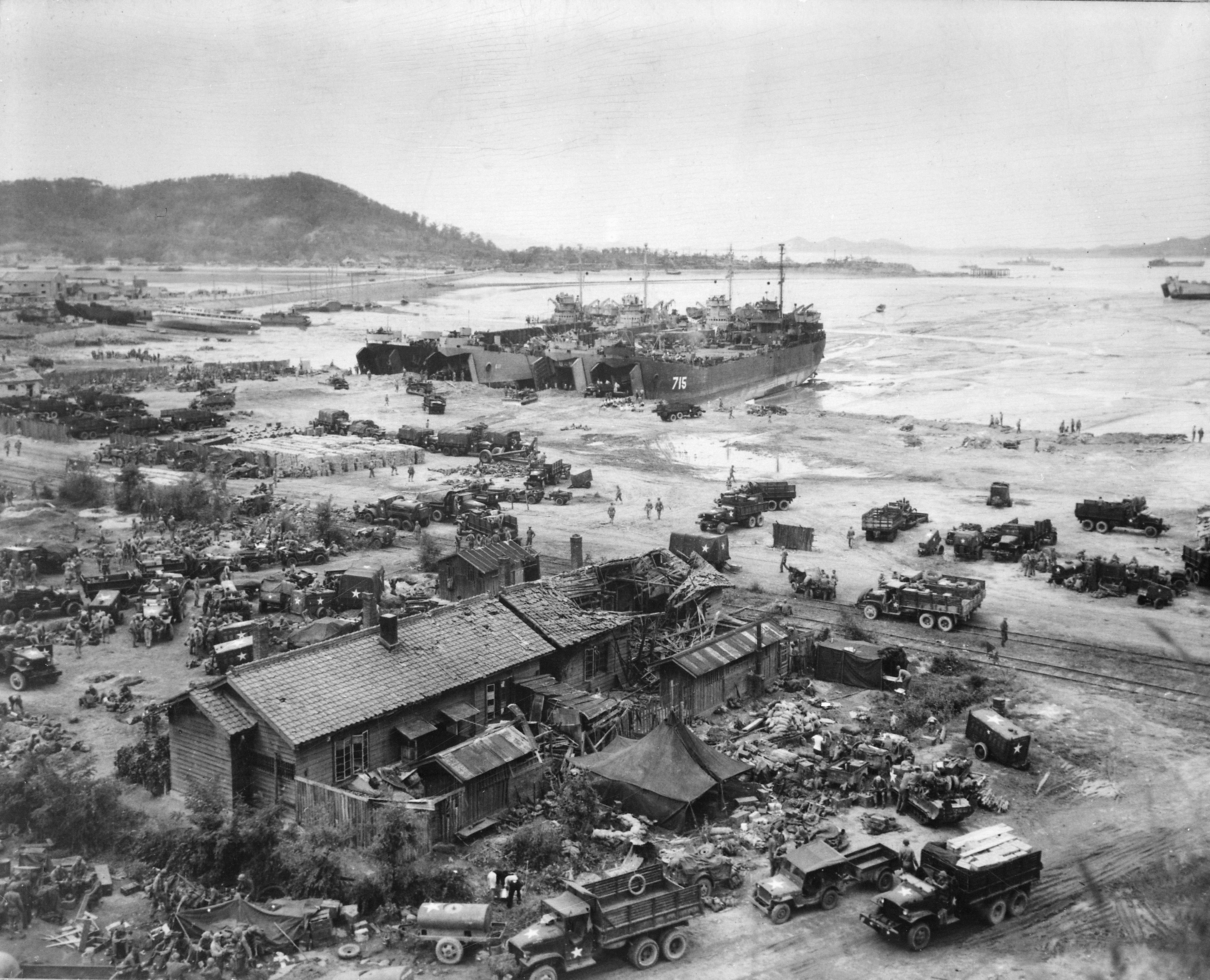
1950年9月15日，仁川登陸成功

朝鮮半島分裂為兩個陣營，在1950年雙方爆發了戰爭。从1948年直到1950年6月25日内战爆发，两国的军队在北纬38度线发生了一系列流血冲突。1950年，当朝鲜人民军攻入韩国发动朝鲜战争时，冲突进一步升级。联合国干预以保护韩国，并派遣了一支由美国领导的“联合国军”。朝鲜占领韩国大片地区后，金日成当局为让朝鲜半岛统一，实施工业国有化，土地改革和重建人民委员会。当联合国的干预被认为是恢复原本的国界（即北纬38度线）时，李承晚认为，朝鲜的进攻已毁灭边界。联合国总司令道格拉斯·麦克阿瑟将军也表示，他打算统一朝鲜半岛，而不仅仅是将朝鲜军队打回边界。朝鲜占领韩国领土约九成时联合国军和美军通过仁川登陆发动反击，随之朝鲜人民军被赶出韩国，韩国军队于10月1日越过北纬38度线，一周后又跟随美国和其他联合国部队向北推进，没有重视中华人民共和国发出的警告：如果美军越过边界，中華人民共和国将会干预。大韩民国在占领朝鲜时，其政府亦试图统一朝鲜半岛，韩国国家警察则对民众进行政治灌输:281–282。当美军进一步进攻朝鲜时，中国人民志願軍发动反击，将美军赶回南方。
1951年，战争在北纬38度线附近基本结束，双方开始考虑停战。但李承晚要求继续战争直至在他的统治下统一朝鲜半岛。而中朝方面提议以北纬38度线为基础划分停战线，但联合国方面提议以双方领土为基础划分停战线，认为在军事上是有充足的理据。美国人提出的联合国立场违背了谈判产生的共识。最初，美国人提出了一条穿越平壤的边境线，该路线距原有边境线北端很远。双方的分歧让谈判进程曲折而漫长，中朝方面最终同意在军事分界线上划分边界，而非在北纬38度线上划分边界。

## 注解
1. ↑  详见伊朗－朝鲜关系
2. ↑  详见朝鮮－巴基斯坦關係
3. ↑  详见中国人民志愿军和朝鲜停战协定
4. ↑  详见朝鲜－叙利亚关系
5. ↑  详见联合国安理会第1718号决议、第1874号决议、第2094号决议、第2270号决议和第2375号决议
6. ↑  详见韓戰和法朝关系
7. ↑  详见韓戰、印度－韓國關係和四边安全对话
8. ↑  详见联合国安理会第82号决议和第83號决议
9. ↑  详见中華民國與大韓民國關係和1992年中華民國與大韓民國斷交
10. ↑  直到2024年朝鲜放弃统一，将韩国认定为“头号敌对国家”

## 外部連結
- Examining North Korea's Missiles Displayed During the 2017 Day of the Sun Parade （页面存档备份，存于）
- Excerpts From Chinese Historian Shen Zhihua's Speech on North Korea （页面存档备份，存于）

## 延伸阅读
- Hoare, James; Pares, Susan. . Santa Barbara: ABC-CLIO. 1999. ISBN 978-0-87436-978-6.